# Pandolfo da Alatri
Pandolfo da Alatri, anche noto come Pandolfo di Pisa (Alatri, XI secolo – 1138), storico e pseudocardinale italiano, creato dall'antipapa Anacleto II nel 1136. Gli fu affidata la diaconia dei Santi Cosma e Damiano.

## Biografia
Nacque e visse ad Alatri tra l'XI e il XII secolo. Nipote del cardinale Ugone da Alatri, compiuto il corso di studi umanistici a Montecassino fu ben presto chiamato alla Corte Romana e lì divenne familiare del papa, nonché lettore ed esorcista.
Trascorse la sua vita sempre fedele al papato. Per tale ragione poté raccogliere prezioso materiale intorno alla vita e alle opere degli stessi pontefici, che, nella sua qualità di familiare, egli accompagnò nei frequenti viaggi per poi stenderne la biografia con scrupolosa veridicità. Molto importanti e storicamente esatte furono le biografie dei papi Vittore III, Pasquale II, Gelasio II, Callisto II e Onorio II, nelle quali si narra il duro e tragico periodo della lotta per le investiture, e dalle quali tutti gli scrittori posteriori attinsero a larga mano.
Non poche volte, come nella vita di Gelasio II, egli imprime alla narrazione un'intensa forza drammatica che vivamente impressiona e talora commuove. Per questi motivi egli è riuscito ad accattivarsi, più che la stima, l'ammirazione di tutti gli storici, senza eccezioni, che ne fanno ampi elogi di stilista efficace e soprattutto di storico veritiero e coscienzioso.